# Pomacanthus chrysurus

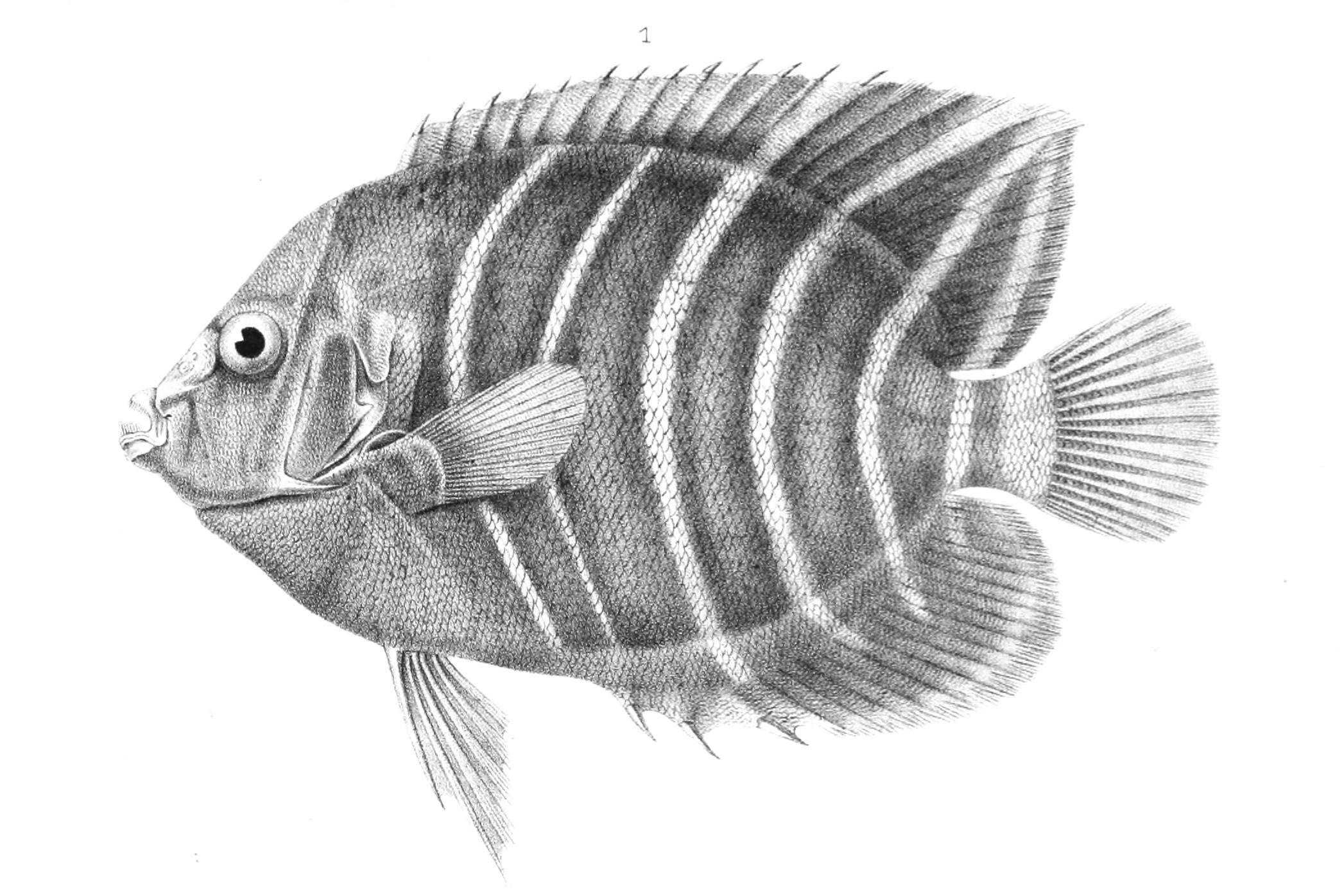
Ilustración de P. chrysurus, (Jobin) 1885

El Pomacanthus chrysurus es una especie de actinopterigio perciforme pomacántido.
Sus nombres comunes en inglés son Goldtail angelfish, o pez ángel de cola dorada, y Earspot angelfish, o pez ángel de mancha en la oreja.
Es una especie generalmente común en su rango de distribución, y con poblaciones estables. También es un pez exportado ocasionalmente, sobre todo desde Kenia, para el comercio de acuariofilia.

## Morfología
Es un pez ángel típico, con un cuerpo corto y comprimido lateralmente, y una pequeña boca con dientes diminutos. Tiene 13-14 espinas dorsales, 17-19 radios blandos dorsales, 3 espinas anales y entre 18 y 19 radios blandos anales.
La coloración base del cuerpo y las aletas, excepto la caudal, es marrón oscuro a negro, con 6 a 8 rayas finas verticales, blancas, recorriendo el cuerpo y la cabeza. La cara tiene unas marcas de color azul claro, y detrás del oído, tiene un anillo de color amarillo, que es el origen de uno de sus nombres comunes. La aleta caudal es amarilla, con una línea blanca vertical en su base. 
Mide hasta 33 centímetros de largo.

## Hábitat y comportamiento
Es una especie bentopelágica, asociada a arrecifes ricos en corales, y no migratoria. Ocurre entre 1 y 25 m de profundidad. Normalmente habita arrecifes superficiales, rocosos o coralinos.

## Distribución geográfica
Es una especie común, con poblaciones estables. Se distribuye en el océano Índico oeste, siendo especie nativa de Comoros; Kenia; Kuwait; Madagascar; Mayotte; Mozambique; Seychelles; Somalia; Sudáfrica; Tanzania; Yemen y Yibuti.

## Alimentación
El pez ángel de cola dorada se alimenta de esponjas y tunicados, así como de algas.

## Reproducción
Aunque no hay apenas información específica sobre su reproducción, como todas las especies del género, es ovípara, la fertilización es externa, desovando una vez al año según la estación climática. 
No cuidan a sus alevines.